# William Perry Hay
William Perry Hay (8 de diciembre de 1872, Eureka (Illinois) - 1947) fue un naturalista, zoólogo y botánico estadounidense.
Era hijo del paleontólogo Oliver Perry Hay (1846-1930). Realizó sus estudios en la Universidad Butler donde obtuvo el Bachelor of Science en 1891 y Master of Science en 1892.
Dio clases de Zoología en el Central High School de Washington D. C. de 1892 a 1989. Dirigió el Departamento de biología de este mismo centro de 1898 a 1900 y posteriormente dio clases de Historia natural en la Universidad de Harvard de 1900 a 1908. Se trasladó a Washington donde dirigió el Departamento de biología y de Química de 1908 a 1931. También dio clases de Biología en el McKinley High School de 1931 a 1934.

## Honores
Formó parte de la American Association for the Advancement of Science, de la National Geographic Society y de otras diversas sociedades científicas. Se interesó especialmente en los crustáceos (Astacidae) de América del Norte.

### Epónimos
- (Oxalidaceae) Oxalis hayi R.Knuth[2]

- La abreviatura «Hay» se emplea para indicar a William Perry Hay como autoridad en la descripción y clasificación científica de los vegetales.[3]

## Abreviatura (zoología)
La abreviatura Hay  se emplea para indicar a William Perry Hay como autoridad en la descripción y taxonomía en zoología.